# Screening
Unter Screening versteht man ein systematisches Testverfahren, das eingesetzt wird, um innerhalb eines definierten Prüfbereichs Elemente herauszufiltern, die bestimmte Eigenschaften aufweisen. Das Verfahren kann aus einem Test oder einer Abfolge von aufeinander abgestimmten Tests bestehen, den oder die die getesteten Personen oder Proben durchlaufen. Die Herausforderung von Screeningtests besteht darin, „die Nadel im Heuhaufen zu finden“.
Herkunft des Begriffs ist das engl. „to screen“, das sich umschreiben lässt als: „etwas auf den Bildschirm bringen“, mit der übertragenen Bedeutung „auf etwas aufmerksam machen“. Eine medizinische Screeninguntersuchung bezeichnet man im Deutschen auch als Filteruntersuchung, eine polizeiliche als Rasterfahndung.
Der Begriff wird in folgenden Bereichen angewendet:
- Vorsorgemedizin: Screening dient hier zur Suche nach Krankheiten in einer definierten Bevölkerungsgruppe.
- Psychologischen Diagnostik und empirischen Sozialforschung: Mittels Fragebogentests werden Personen mit bestimmten Merkmalen „herausgefiltert“.
- Pharmaforschung, Biotechnologie und Chemie-Forschung: Mittels Screening werden aus einer Vielzahl von möglichen Substanzen, Genen oder Organismen einzelne mit spezifischen Eigenschaften herausgefiltert (High-throughput screening).
- Allgemeinsprache: Sowohl im Alltag als auch in beliebigen Fachgebieten wird der Begriff verwendet, um den Vorgang der Durchsicht einer Vielzahl von Elementen zur Identifizierung bestimmter Elemente daraus oder von Lücken zu beschreiben, siehe z. B. Beitrittskonferenz #Beitrittsverfahren.

## Medizin/Psychologie
In der Vorsorgemedizin wird Screening teilweise in Form von Reihenuntersuchungen durchgeführt, teilweise fortlaufend in der ärztlichen und der Pflege-Praxis. Bei möglichst vielen Menschen soll eine möglichst frühe Angabe zur Wahrscheinlichkeit des Vorliegens von bestimmten Krankheiten oder Risikofaktoren ermöglicht werden. Dies wird meist als Vorsorgeuntersuchung bezeichnet. Beim Vorliegen auffälliger Werte muss durch nachfolgende diagnostische Untersuchungen das Vorliegen der Krankheit bestätigt werden.
Sucht eine Person wegen bereits vorhandener Beschwerden einen Arzt auf, spricht man nicht mehr von Screening. Wenn auf Grund oft unspezifischer Symptome eine Krankheit nachgewiesen oder ausgeschlossen werden soll, ist in jedem Fall eine umfassende medizinische Untersuchung notwendig. Manchmal wird hier der alltagssprachliche Sinn von Screening gleichwohl verwendet.

### Ziel
Das Ziel eines Screeningprogramms in der Vorsorgemedizin ist es, die Lebenserwartung der Bevölkerungsgruppe mit erhöhtem Krankheitsrisiko zu verlängern. Um dieses Ziel zu erreichen, muss eine möglichst große Anzahl an Probandinnen und Probanden untersucht werden, um möglichst viele Erkrankte zu entdecken und einer Behandlung zuführen zu können. Im Rahmen des Neugeborenenscreenings wird sogar versucht, alle Träger einer bestimmten Krankheit zu erfassen, um ihnen ein normales Leben zu ermöglichen.
Im Rahmen exakter Fragestellungen sollen möglichst viele symptomlos erkrankte Menschen mit bestehenden Problemen, die vor der Screeninguntersuchung nichts von diesen Problemen wussten, erkannt werden und einer Behandlung zugeführt oder zu einer Änderung des Lebensstils angehalten werden.

### Herausforderungen beim Screening
Ein schematisches Beispiel soll die Herausforderungen darstellen, die auftreten, wenn in einer großen Gruppe von Gesunden einzelne symptomlose Krankheitsträger mit einem Test erkannt werden sollen:
100 von 100100 Personen (der Grundanteil entspricht in diesem Fall einem von 1001) sind symptomlose Träger einer Krankheit. Die Krankheit wird mit einem Test zu 98 % (Sensitivität) richtig erkannt, die Gesunden werden zu 99 % (Spezifität) als gesund erkannt. Der Test ist also sehr zuverlässig. Er ist bei Ihnen positiv ausgefallen. Besteht Grund, sich ernsthafte Sorgen zu machen (siehe auch positiver prädiktiver Wert)? Die Darstellung erfolgt mit einem Häufigkeitsbaum.
Das Testergebnis:
Das Testergebnis ist positiv: 98 Personen werden zu Recht als krank erkannt – 1000 Gesunde aber zu Unrecht (falsch positiv). Durch den Test werden also in diesem Beispiel 1098 Personen gefunden, wovon 98 geholfen werden kann, man weiß aber nicht, welchen 98 der 1098 Personen; dafür sind weitere Untersuchungen notwendig (siehe auch: bedingte Wahrscheinlichkeit).
99000 Gesunde werden also zu Recht als gesund erkannt – 2 Kranke aber zu Unrecht (falsch negativ). In diesem Beispiel kann der Großteil davon ausgehen, nicht krank zu sein, wenn der Test negativ ist, jedoch gibt es zwei Personen mit negativem Testergebnis, die eigentlich erkrankt sind.
Bei einem realen Screening können sich sowohl die Häufigkeit der Krankheit in der Bevölkerung (Prävalenz) als auch die Sensitivität und Spezifität von diesem Beispiel unterscheiden. Anschaulich kann der Nutzen eines Screenings beschrieben werden durch die Anzahl der notwendigen Tests, die notwendig sind, um ein Leben zu retten. Bei jedem Screening ist es von entscheidender Bedeutung, die Häufigkeit der Krankheit zu kennen, um die Testergebnisse interpretieren zu können. Ist diese unbekannt, so lässt sich die Frage nach falsch positiven und falsch negativen Testergebnissen nicht beantworten.

### Voraussetzungen für Screeningprogramme
Das medizinische Screening richtet sich an die ganze Bevölkerung, d. h. an alle Männer und/oder Frauen eines bestimmten Alters, die meisten von ihnen mit einer intakten Gesundheit. Deshalb hat das Prinzip des „Nichtschadens“ der Medizinethik eine hohe Wichtigkeit und Screeningprogramme müssen hohe Anforderungen erfüllen:
1. die Krankheit muss für die Gesundheit der Bevölkerung von Bedeutung sein
2. sie muss behandelbar sein und die Prognose muss bei im Krankheitsverlauf früher beginnender Behandlung deutlich besser sein.
3. das Testverfahren soll eine hohe Sensitivität und Spezifität aufweisen, d. h. der Test soll die gesuchte Erkrankung (die bestehenden Risikofaktoren) mit möglichst großer Sicherheit nachweisen oder ausschließen können.
4. die Untersuchung soll zeit- und kostengünstig sein.
5. die Untersuchung soll den zu Untersuchenden möglichst wenig belasten.

Jeder einzelne dieser Punkte muss erfüllt sein, damit ein Screeningprogramm sinnvoll durchgeführt werden kann. Der letzte Punkt ist von besonderer Bedeutung: Screeningprogramme in der Vorsorgemedizin müssen von den Patienten angenommen werden, um erfolgreich zu sein. Der Qualitätssicherung von Screeningprogrammen kommt hier eine besondere Bedeutung zu.

### Vorteile
- Eine Erkrankung wird in einem gut behandelbaren Frühstadium entdeckt: Eine Heilung ist häufiger oder mit weniger Aufwand möglich
- Die Behandlung eines Frühstadiums beeinträchtigt die Lebensqualität in geringerem Ausmaß (Im Frühstadium häufig Vermeidung einer radikalen Operation oder von Chemotherapie möglich).
- Die Behandlung des Frühstadiums verursacht geringere Kosten.
- Folgeschäden werden oftmals verhindert.
- Der Untersuchte ist bei einem unauffälligen Ergebnis beruhigt.

### Nachteile
- Die mögliche Belastung durch die Untersuchung selbst oder unvermeidbare statistische Unsicherheiten, sogenannte falsch negative Ergebnisse. Hier werden Untersuchte wie Untersucher zu Unrecht beruhigt, mögliche Anzeichen der Erkrankung werden eventuell fehlgedeutet bzw. der Zweck der Früherkennung einer Krankheit wird ganz einfach verfehlt.
- Bei falsch positiven Ergebnissen werden Patienten zu Unrecht beunruhigt, und teure, den Patienten wie das Gesundheitswesen belastende Folgeuntersuchungen sind die Folge.
- Möglicherweise werden Frühstadien einer Erkrankung diagnostiziert, deren Früherkennung die Lebenszeit nicht verlängert, deren unnötige Behandlung aber die Lebensqualität vermindert (siehe duktales Carcinoma in situ bei Mammographie und Todesfälle durch die Therapie beim Neuroblastom-Screening)

### Beispiele für Screening-Tests
- Neugeborenenscreening unter anderen auf
  - Phenylketonurie und weitere Aminosäurestoffwechselstörungen
  - Galaktosämie
  - Angeborene Hypothyreose
  - Adrenogenitales Syndrom
  - Biotinidasemangel
- Chlamydien-Screening[2]
- Mammographie-Screening
- Zervixkarzinom mittels Pap-Test
- Prostatakarzinom, mittels PSA-Test (prostataspezifisches Antigen)
- Kolonkarzinom mittels Haemoccult-Test oder Koloskopie
- Schwerhörigkeit bei Kindern

### Weitere Tests aus der klinischen Praxis
- Mikrobielles Screening
- Parodontaler Screening-Index (PSI-Code zur Feststellung von Zahnfleischerkrankungen)
- Risikofaktoren für kardiovaskuläre Erkrankungen
  - arterielle Hypertonie
  - Fettstoffwechselstörungen (Cholesterin, Triglyceride)
- Glaukom-Screening
- Katarakt (Medizin)-Screening im Rahmen eines Eye Camps
- Triple-Test
- First-Trimester-Screening
- NT-Screening

## Bewertung von Screening-Studien
Die Zielsetzung eines Screenings erscheint zunächst einleuchtend: eine Krankheit oder Störung kann früher erkannt werden, und so bestehen bessere Heilungschancen. Die Risiken müssen sorgfältig dagegen abgewogen werden, die in den Folgen falschnegativer und falschpositiver Befunde liegen. Bevor ein Screening-Programm begonnen wird, muss also abgeklärt werden, ob das Programm mehr Nutzen als Kosten erzeugt. Dies erfolgt mittels wissenschaftlicher Studien, die rigorose Kriterien erfüllen müssen, zum Beispiel randomisiert sein müssen. Der Nutzen muss sich in Form einer absoluten Risikoreduktion nachweisen lassen.
Die Ergebnisse einer Screening-Studie können durch verschiedene Faktoren verfälscht werden und entweder zu fälschlich besseren oder zu unwahren, schlechteren Resultaten führen, die sich bei der Umsetzung in die tägliche Praxis nicht verwirklichen lassen.
Einige Autoren weisen darauf hin, dass der mögliche Nutzen von Screening-Methoden allgemein überschätzt, und der Schaden unterschätzt wird.

### Vorlaufzeit-Verfälschung
Die Vorlaufzeit-Verfälschung kann zur Überschätzung der positiven Wirkung von Screening führen. Durch Screening wird bezweckt, eine Krankheit möglichst früh zu erkennen. Werden dabei aber Krankheitsfälle erfasst und behandelt, deren Träger ohne Behandlung genauso lang oder länger gelebt hätten, spricht man von Überdiagnose. Dies schadet der Person in mehrfacher Hinsicht: diagnostische und therapeutische Eingriffe vermindern ihre Lebensqualität; sie muss fortan mit der Diagnose einer tödlichen Krankheit leben; die Kosten der medizinischen Versorgung werden unnötig in die Höhe getrieben. Die Vorlaufzeit-Verfälschung ist im Einzelfall nicht nachweisbar, da ja im Nachhinein nicht bewiesen werden kann, wie der Verlauf ohne Behandlung ausgegangen wäre. Nur in kontrollierten Studien und wenn der natürliche Verlauf einer Krankheit bekannt ist, lässt sich dieser Effekt abschätzen.

### Verfälschung durch den Typ der zu untersuchenden Krankheit
Viele Screenings beinhalten die Früherkennung bestimmter Krebserkrankungen. Es wird angenommen, dass langsam wachsende Tumoren eine bessere Überlebenschance für den Patienten bedeuten als rasch wachsende Tumoren. Jedoch bedeutet das, dass Screenings viel eher einen langsam wachsenden Tumor entdecken als solche, die für das Leben des Patienten eine drastischere Bedeutung tragen – denn rasch wachsende Tumoren können den Patienten das Leben kosten, bevor er die Gelegenheit hat, an einem Screening teilzunehmen.
Dieser Umstand führt dazu, dass Screenings dazu tendieren, Krebserkrankungen zu erkennen, welche für den Patienten seltener lebensbedrohlich werden. Eine nicht lebensbedrohliche Tumorerkrankung bedeutet oft, dass der Patient an etwas anderem stirbt als am Tumor selber – also hat das Screening in einem solchen Fall nichts zur Lebenszeitverlängerung beigetragen (siehe hierzu auch indolenter Tumor und Tumor Dormancy).

### Verfälschung durch die Probandenauswahl
Nicht alle Männer und Frauen nehmen an einem Screening teil – deshalb müssen die Studienteilnehmer sorgfältig ausgewählt werden, um die statistische Bedeutung der Resultate zu gewährleisten. Menschen, die etwa wegen Krebstodesfällen in ihrer Familie um ihr höheres Risiko wissen, nehmen häufiger an einer Screening-Studie teil als andere. Dies führt dazu, dass Screeningstudien die Gesundheitslage der Bevölkerung schlechter darstellen als sie es tatsächlich ist.
Das gleiche Problem kann auch in der umgekehrten Richtung wirken: Wenn ein Test eher für reichere oder jüngere Leute verfügbar ist, dann nehmen diese Leute eher daran teil – zum Beispiel, wenn eine längere Reise zum Screening-Zentrum gebrechliche und ärmere Leute abschreckt. In diesem Fall werden prozentual weniger Krankheiten diagnostiziert als in Wirklichkeit auftreten, weil Reiche sich sowieso eine bessere Gesundheitspflege leisten können und weil jüngere Menschen etwa seltener an Krebs oder Herz-Kreislaufproblemen leiden.

### Verfälschung durch überflüssige Diagnosen
Ein Screening kann Abnormalitäten erkennen, welche im Leben einer Person nie eine Rolle spielen würden. Ein Beispiel dazu ist Prostatakrebs – über diese Krebserkrankung sagen Ärzte „Die meisten Männer sterben mit Prostatakrebs, aber nicht an Prostatakrebs“. Autopsien an verstorbenen Männern haben ergeben, dass ein großer Anteil der Verstorbenen mikroskopisch nachweisbare Prostatakrebs-Zellen besaßen, aber bis zum Todeszeitpunkt ohne gefährlicher Tumorbildung.
Abgesehen von der Gefahr, dass ein Patient eine unnötige Behandlung erhält – Krebstherapien beeinträchtigen die Lebensqualität des Patienten zum Teil massiv – können zu häufige, überflüssige Diagnosen dazu führen, dass ein Screening als wirksamer erscheint, als es, gemessen an der effektiven Lebenszeitverlängerung der Probanden, ist. Die Entdeckung einer harmlosen Abnormalität bei einem Patienten ist daher weder vom ökonomischen noch vom medizinischen Standpunkt gesehen sinnvoll.

### Reduktion von Verfälschungen
Um diese Herausforderungen des Screenings lösen zu können, müssen Screeningtests zwingend durch kontrollierte randomisierte Studien geprüft werden, bevor ein Screeningprogramm flächendeckend eingeführt wird. Die Studien müssen die Teilnehmenden strikt zufällig auswählen und die Teilnehmerzahlen müssen sehr groß sein. Die Methodik der Untersuchung muss strikt definiert sein, so dass die Diagnosen, die von unterschiedlichen Ärzten in verschiedenen Spitälern gestellt werden, qualitativ gleichwertig sind. Die genaue Beschreibung der Arbeitsweise in klinischen Studien wird oft in einem Standard-Operating-Procedure-Handbuch festgehalten.

## Weblink
- Spix, C.; Blettner, M.: Screening. In: Dtsch Arztebl Int. Nr. 109(21), 2012, S. 385-90 (Übersichtsarbeit).